# جوایز گلدن گلوب
جوایز گلدن گلوب (انگلیسی: Golden Globe Award) مجموعه جوایزی است که هرساله در ایالات متحده توسط ۹۳ عضو انجمن مطبوعات خارجی هالیوود به بهترین تولیدات سینمایی و تلویزیونی، هم داخلی و هم خارجی اهدا می‌گردد. این جایزه نخستین بار در سال ۱۹۴۴ به فیلم‌های تولیدی و محصولات تلویزیونی تعلق گرفت. مهم‌ترین جایزه آکادمی با نام بهترین فیلم یکی از مهم‌ترین رقابت‌های فیلم‌سازان محسوب می‌شود. همچنین جایزه یک عمر فعالیت هنری یکی از مهم‌ترین جوایز گلدن گلوب است که هر سال به یکی از بزرگان عرصه سینما و تلویزیون آمریکا داده می‌شود؛ گفتنی است که این جایزه به فیلم یا برنامه تلویزیونی خاصی تعلق نمی‌گیرد و تنها برای یک عمر فعالیت هنری بزرگان سینما و تلویزیون آمریکا اهدا می‌شود.
جدایی نادر از سیمین به کارگردانی اصغر فرهادی نخستین فیلم فارسی‌زبان است که توانسته در سال ۲۰۱۲ به عنوان بهترین فیلم خارجی این جایزه را کسب کند. همچنین در سال‌های ۲۰۱۴، ۲۰۱۷ و ۲۰۲۲ به ترتیب ایران با فیلم‌های گذشته، فروشنده و قهرمان در بخش بهترین فیلم غیر انگلیسی‌زبان حضور داشت و نامزد دریافت جایزه بود.

## دسته‌بندی جوایز

### جوایز فیلم
- بهترین فیلم – درام: از سال ۱۹۴۳
- بهترین فیلم – موزیکال یا کمدی: از سال ۱۹۵۱
- جایزه گلدن گلوب بهترین فیلم خارجی‌زبان: از سال ۱۹۴۸
- جایزه گلدن گلوب بهترین فیلم بلند پویانمایی: از سال ۲۰۰۶
- بهترین کارگردانی: از سال ۱۹۴۳
- بهترین بازیگر مرد – فیلم درام: از سال ۱۹۴۳
- بهترین بازیگر مرد – فیلم موزیکال یا کمدی: از سال ۱۹۵۱
- بهترین بازیگر زن – فیلم درام: از سال ۱۹۴۳
- بهترین بازیگر زن – فیلم موزیکال یا کمدی: از سال ۱۹۵۱
- بهترین بازیگر نقش مکمل مرد: از سال ۱۹۴۳
- بهترین بازیگر نقش مکمل زن: از سال ۱۹۴۳
- بهترین فیلمنامه: از سال ۱۹۴۷
- بهترین موسیقی: از سال ۱۹۴۷
- بهترین ترانه غیراقتباسی: از سال ۱۹۶۱
- جایزه گلدن گلوب سیسیل بی. دمیل: از سال ۱۹۵۱

### جوایز تلویزیون
- بهترین مجموعه تلویزیونی – درام: از سال ۱۹۶۲
- بهترین مجموعه تلویزیونی – موزیکال یا کمدی: از سال ۱۹۶۲
- بهترین مجموعه تلویزیونی کوتاه یا فیلم تلویزیونی: از سال ۱۹۷۱
- بهترین بازیگر مرد – مجموعه تلویزیونی درام: از سال ۱۹۶۱
- بهترین بازیگر مرد – مجموعه تلویزیونی موزیکال یا کمدی: از سال ۱۹۶۱
- بازیگر مرد – مینی‌سریال یا فیلم تلویزیونی: از سال ۱۹۸۱
- بهترین بازیگر زن – مجموعه تلویزیونی درام: از سال ۱۹۶۱
- بهترین بازیگر زن – مجموعه تلویزیونی موزیکال یا کمدی: از سال ۱۹۶۱
- بازیگر زن – مینی‌سریال یا فیلم تلویزیونی: از سال ۱۹۸۱
- بهترین بازیگر نقش مکمل مرد – سریال، مینی‌سریال یا فیلم تلویزیونی: از سال ۱۹۷۰
- بهترین بازیگر نقش مکمل زن – سریال، مینی‌سریال یا فیلم تلویزیونی: از سال ۱۹۷۰
- کارول برنت: از سال ۲۰۱۸

### جوایزی که دیگر برگزار نمی‌شود
- بهترین فیلم مستند: از سال ۱۹۷۲ تا ۱۹۷۶
- بهترین فیلم خارجی انگلیسی‌زبان: از سال ۱۹۵۷ تا ۱۹۷۳
- بهترین ستاره جدید سال – بازیگر مرد: از سال ۱۹۴۸ تا ۱۹۸۳
- بهترین ستاره جدید سال – بازیگر زن: از سال ۱۹۴۸ تا ۱۹۸۳